# Jezioro (Silésie)
Pour les articles homonymes, voir Jezioro.
Jezioro est une localité polonaise de la gmina de Wręczyca Wielka, située dans le powiat de Kłobuck en voïvodie de Silésie.